# BALLADE 2U
「BALLADE 2U」（バラード・トゥ・ユー）は、日本のギタリストである高中正義が1991年11月6日にリリースした24枚目のシングルである。

## 解説
アルバム『Fade to blue』の先行シングルで、高中正義ソロデビュー20周年企画の一環としてリリースされた。
「BALLADE 2U」は、日産自動車『マキシマ』のCMソングに使用された。
カップリングの「NAGISA '91」は、セルフカバーアルバム『Ballade』からのシングルカットで、1985年に発表した「渚・モデラート」のリメイクバージョンである。

## 収録曲
| 全作曲: 高中正義。 |                |           |            |                  |      |
| #                  | タイトル       | 作詞      | 作曲・編曲 | 編曲             | 時間 |
| 1.                 | 「BALLADE 2U」 |           | 高中正義   | BAnaNa・高中正義 | 4:10 |
| 2.                 | 「NAGISA '91」 |           | 高中正義   | 井上鑑・高中正義 | 5:12 |
| 合計時間:          | 合計時間:      | 合計時間: | 9:22       |                  |      |